# Партія угорської спільноти
Партія угорської спільноти (словац. Strana maďarskej komunity — угор. Magyar Közösség Pártja},  SMK-MKP ), раніше відома як Партія угорської коаліції (угор. Magyar Koalíció Pártja) —  партія у Словаччині для  етнічної угорської меншості в Словаччині. Її очолював Пал Чаки (раніше Бела Бугар) на  парламентських виборах 2010 року, де не вдалося отримати 5% голосів — поріг, необхідний для вступу до  Парламенту Словаччини. Голоси партії значною мірою пішли до Міст-Гіду, нову партію, яку очолював колишній лідер ПУС Бела Бугар. У відповідь на це Пал Чаки і все керівництво партії подали у відставку.
Партія стала членом Європейської народної партії (ЄНП) 7 червня 2000 року.

## Історія
Партія була заснована у 1998 році у відповідь на прийнятий антикоаліційний закон. Закон заборонив партіям формувати виборчі картелі під час виборів, які невеликі партії використовували для подолання 5 % виборчого бар'єру. Три партії, що представляли угорську меншину, сформували такий картель, який називався «угорською коаліцією» на парламентських виборах у Словаччині (1994 р., 1994 р.) І отримав 10,2 % голосів. Щоб дотримуватися нового закону, три партії — Угорський християнсько-демократичний рух, Співіснування та Угорська громадянська партія — об'єдналися, щоб утворити Партію угорської коаліції.
Після парламентських виборів 2002 року в Словаччині Партія угорської коаліції вдруге увійшла до словацької правлячої коаліції (після 1998—2002 років), отримавши 321,069 голосів (11,16 % усіх голосів), і була найстабільнішою політичною партією у правлячій коаліції. На парламентських виборах у 2004 році партія отримала 13,24 % голосів.
Партія мала 4 міністра Пал Чаки — віце-прем'єр-міністр з питань європейської інтеграції та прав меншин, Ласло Міклош — міністр навколишнього середовища, Ласло Гюровскі — міністр будівництва та регіонального розвитку та  Жолт Сімон — міністр сільського господарства та 6 державних секретарів (Міністерство фінансів, Міністерство освіти, Міністерство економіки, Міністерство культури, Міністерство закордонних справ і Міністерство будівництва та регіонального розвитку) у словацькому уряді. Бела Бугар, президент партії Угорської коаліції в той час, був віце-президентом Парламенту Словаччини.
На парламентських виборах у Словаччині 2006 року партія отримала 11,7 % голосів і 20 із 150 місць, але втратила свою участь у уряді. На парламентських виборах у Словаччині 2010 року, партія не подолала 5 % бар'єр, необхідний для участі в парламенті, отримавши 4,33 % й втратила представництво в парламенті. SMK-MKP також виявився не в змозі отримати 5 % голосів на парламентських виборах у Словаччині 2012 року. 22 вересня 2012 року партія була перейменована в Партію угорської спільноти.
На виборах до Європейського Парламенту 2014 року SMK — MKP вийшов на сьоме місце на національному рівні, отримавши 6,53 % голосів і обравши 1  депутата Європарламенту.